# گتار (رود)
گتار (ارمنی: Գետառ) رودخانه‌ای است که در استان کوتایک، ارمنستان جریان دارد. این رود از کوهستان گغاما سرچشمه می‌گیرد. طول این رود ۲۴ کیلومتر (۱۵ مایل) می‌باشد و به رود هرازدان می پیوندد.

## نگارخانه

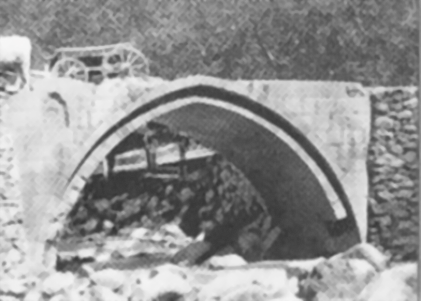
پل گتار (۱۹۱۸)
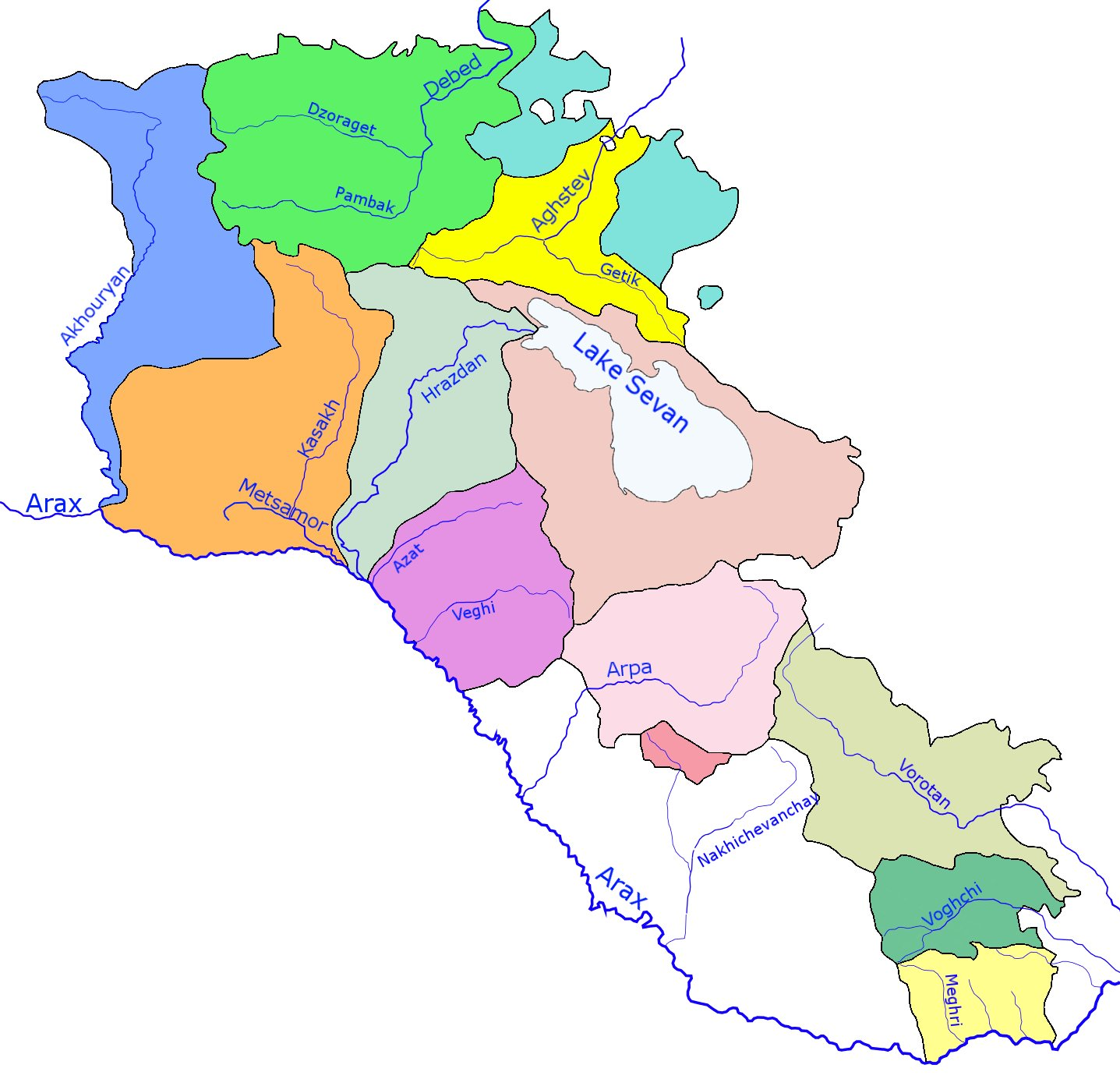